# 23 Piscium
23 Piscium är en misstänkt långsam irreguljär variabel av LB-typ (LB) i stjärnbilden Pegasus. Trots sin Flamsteed-beteckning tillhör den inte Fiskarnas stjärnbild. Den ligger på gränsen mellan stjärnbilderna och fick byta tillhörighet vid översynen av gränser mellan stjärnbilderna år 1930 och benämns efter bytet av stjärnbild ofta med sin HD-beteckning, HD 223755, eller HR-beteckning, HR 9035.
23 Piscium varierar mellan visuell magnitud +6,09 och 6,19 med en eventuell period av 111 dygn. Den befinner sig på ett avstånd av ungefär 645 ljusår.